# ハーフェズ ペルシャの詩
『ハーフェズ ペルシャの詩』（ハーフェズ ペルシャのうた、Hafez）は、2007年製作のイラン・日本の合作映画。アボルファズル・ジャリリ監督が、実在するイランの詩人ハーフェズの人生にヒントを得て製作した作品。
麻生久美子の海外初進出作品である。ジャリリ監督は、ロカルノ映画祭に出品されていた『カンゾー先生』での麻生の演技に感銘を受け、彼女を主演に起用した。麻生はペルシア語を覚えるのが早かったが、ナバートは外国暮らしが長くペルシア語があまり上手くないという人物設定だったため、スラスラとセリフを言ったところ、NGになってしまった。
主人公ハーフェズを演じたモラディは敬虔なイスラム教徒で、女性の目を見たり触れたりしてはいけなかったが、ジャリリも麻生もそのことを後になって知った。バイクに2人で乗るシーンで、麻生がモラディの腰に手を回してしまった時には、懺悔の祈りをしていたという。麻生曰く、メヒディは「本当に嫌そうだった」とのこと。
撮影から完成まで2年半が費やされた。

## ストーリー
研鑽を積み「ハーフェズ」と呼ばれるクルアーン暗唱者になった青年は、高名な宗教指導者モフティに招かれ、モフティの娘でチベットから帰国したばかりというナバートの家庭教師となる。ナバートにクルアーンを教えるうち、ハーフェズは彼女と詩を詠みかわし、視線を合わせるようになっていた。が、二人にとってそれは許されざることであった。ナバートが他の男と結婚させられる一方、家庭教師の職を逐われ「ハーフェズ」の称号も奪われた彼は、ナバートへの愛を忘れるための旅に出る。

## キャスト
- ナバート：麻生久美子
- ハーフェズ：メヒディ・モラディ
- シャムセディン：メヒディ・ネガーバン
- モフティ：ハミード・ヘダヤティ
- ジョルジャニ：アブドッラー・シャマシー
- 祈祷師：ミカイール・シャレスタニー

## スタッフ
- 監督・脚本・編集・撮影 ほか：アボルファズル・ジャリリ
- プロデューサー：定井勇二、アボルファズル・ジャリリ
- 音楽：ヤンチェン・ラモ、アボルファズル・ジャリリ
- 録音：メールダド・ダドガリ
- 整音：マスード・ベーナム、ホセイン・アボルセデグ
- コーディネーター：ショーレ・ゴルパリアン

## 賞歴
- 第2回ローマ国際映画祭審査員特別賞受賞

## 関連商品
- 『忘れられない花のいろ 麻生久美子のペルシャ紀行』：イランでの滞在期間の出来事や撮影の様子が綴られたエッセイ。